# Андерсон (Південна Кароліна)
Андерсон (англ. Anderson) — місто (англ. city) в США, в окрузі Андерсон штату Південна Кароліна. Населення — 28 106 осіб (2020).

## Географія
Андерсон розташований за координатами 34°31′16″ пн. ш. 82°38′50″ зх. д. / 34.52111° пн. ш. 82.64722° зх. д. (34.521166, -82.647326).  За даними Бюро перепису населення США в 2010 році місто мало площу 37,91 км², з яких 37,80 км² — суходіл та 0,11 км² — водойми.

## Демографія
Згідно з переписом 2010 року, у місті мешкало 26 686 осіб у 11 080 домогосподарствах у складі 6449 родин. Густота населення становила 704 особи/км².  Було 12938 помешкань (341/км²).
Расовий склад населення:
| - 61,4 % — білих - 33,6 % — чорних або афроамериканців - 1,0 % — азіатів - 0,3 % — корінних американців - 1,7 % — осіб інших рас |

До двох чи більше рас належало 2,1 %. Частка іспаномовних становила 4,1 % від усіх жителів.
За віковим діапазоном населення розподілялося таким чином: 23,4 % — особи молодші 18 років, 58,7 % — особи у віці 18—64 років, 17,9 % — особи у віці 65 років та старші. Медіана віку мешканця становила 36,8 року. На 100 осіб жіночої статі у місті припадало 80,2 чоловіків;  на 100 жінок у віці від 18 років та старших — 74,9 чоловіків також старших 18 років.
Середній дохід на одне домашнє господарство  становив 46 515 доларів США (медіана — 30 526), а середній дохід на одну сім'ю — 57 677 доларів (медіана — 40 963). Медіана доходів становила 37 207 доларів для чоловіків та 32 353 долари для жінок. За межею бідності перебувало 25,3 % осіб, у тому числі 38,1 % дітей у віці до 18 років та 9,9 % осіб у віці 65 років та старших.
Цивільне працевлаштоване населення становило 10 459 осіб. Основні галузі зайнятості: освіта, охорона здоров'я та соціальна допомога — 25,9 %, виробництво — 16,1 %, роздрібна торгівля — 13,9 %.